# Retrato Plimpton Sieve de la Reina Isabel I
El Retrato Plimpton Sieve de la reina Isabel I es una pintura al óleo del pintor inglés George Gower realizada en 1579, y ahora parte de la colección de la Biblioteca Folger Shakespeare en Washington D. C. Es uno de los tres retratos casi idénticos de Isabel I de Inglaterra que Gower realizó representando a la monarca sosteniendo un cedazo (en inglés: sieve) simbólico. Fue adquirido por George Arthur Plimpton en 1930, lo que le da el nombre al cuadro. Su hijo, Francis T. P. Plimpton, lo donó al Folger.

## Descripción iconográfica
El retrato de tres cuartos de la reina Isabel I sostiene un cedazo, acompañada de un globo terráqueo al fondo del lado izquierdo y su escudo real al derecho. El tamiz representa su autoidentificación como la "Reina Virgen" por asociación con Tuccia, la vestal romana que demostró su virginidad llevando agua en un cedazo.

## Inscripciones
La pintura tiene tres áreas de texto en mayúsculas amarillas:
- TVTTO VEDO & MOLTO MANCHA (esquina superior izquierda, en dos líneas, con las dos últimas letras unidas): en italiano significa veo todo y falta mucho.
- E R (esquina superior derecha, con un espacio entre las letras): abreviatura del latín Elizabeth Regina, traducido como Isabel la Reina.
- STANCHO RIPOSO & RIPOSATO AFFANO 1579: (esquina superior derecha, en tres líneas, con la segunda y tercera letras superpuestas para formar un personaje): una línea del Trionfo D'Amore de Petrarca, IV, 1.145, seguida por el año en que se ejecutó la pintura. En italiano, cansado, he descansado, y habiendo descansado, estoy sin aliento.

## Otras versiones
Hay al menos otras dos versiones del retrato Plimpton Sieve. Uno es conocido solo a través de una descripción del siglo XVIII de George Vertue. El otro mide 34 x 24 pulgadas y ahora está en una colección privada en Florida.